# نادين عصام
نادين عصام ممثلة مصرية بدأت مسيرتها الفنية في سن مبكرة وشاركت في العديد من الأعمال التليفزيونية.

## مسيرتها الفنية
أظهرت نادين عصام موهبتها واهتمامها بالفنون في سن الطفولة، حيث شاركت وهي في العاشرة من عمرها بالرقص في برنامج المسابقات الشهير أرابز غوت تالنت، قبل أن تتجه لدراسة التمثيل من خلال الالتحاق بورش إعداد الممثلين لتأتي انطلاقتها الفنية الحقيقية بعد ذلك مع مشاركتها في المسلسل التليفزيوني مفترق طرق.

## أعمالها

### المسلسلات
- مفترق طرق: أنتج عام 2024، ولعبت فيه دور «منة».[2]
- ظلم المصطبة: أنتج عام 2025، ولعبت فيه دور «حنين».

## وصلات خارجية
- صفحة الممثلة على قاعدة بيانات الأفلام العربية